# Hans Mengelberg
Johannes Josephus (Hans) Mengelberg (Utrecht, 3 februari 1885 - Utrecht, 7 maart 1945) was een beeldhouwer, glazenier en ontwerper.

## Leven en werk
Mengelberg, zoon van Friedrich Wilhelm Mengelberg, kwam op vijftienjarige leeftijd in dienst van het atelier van zijn vader in Utrecht. Hij ontwikkelde zich daar tot een bekwaam beeldhouwer, schilder en ontwerper van kerkmeubilair, aardewerk, drukwerk en profane gebruiksvoorwerpen. Aanvankelijk richtte hij zich op kerkelijke interieurkunst, net als zijn vader meestal in neogotische stijl. Al snel werd hij echter ook beïnvloed door de art deco, het Amsterdams impressionisme, de nieuwe zakelijkheid, De Stijl en het Nederlands symbolisme. Daarmee veranderde zijn aanvankelijk uitbundige stijl in strakkere vormen.
Bij zijn ontwerpen liet hij zich inspireren door zijn stadsgenoten Gerrit Rietveld en Sybold van Ravesteyn, maar ook door Willem van Konijnenburg en Jan Toorop met wie hij nauwe contacten onderhield. Plateelbakkerij Zuid-Holland heeft veel van zijn werk geproduceerd.
Een verzameling ontwerptekeningen bevindt zich in het Katholiek Documentatiecentrum in Nijmegen